# Mocoretá
Mocoretá is een plaats in het Argentijnse bestuurlijke gebied Monte Caseros in de provincie Corrientes. De plaats telt 4.732 inwoners.